# 수성 최씨
수성 최씨(隋城 崔氏)는 경기도 수원시를 관향으로 하는 한국의 성씨이다.

## 역사
최영규(崔永奎)는 본래 구 안동 김씨인 신라 경순왕의 김부(金傅)의 13세손이며 방계 중 방계 혈통으로 하급 귀족인 6두품 출신이다. 그는 1261년(고려 원종 2년) 문과에 급제하여 남조전서(南曹典書)에 재직하면서 보문각대경(寶文閣大卿)을 겸직하였고, 서경(西京)의 학도(學徒)들을 맡아 가르쳤다. 충렬왕 때 수주(水州) 일대의 풍속이 퇴폐한 것을 왕이 개탄하자, '군신 가운데 누가 이를 다스려 풍속을 순화 하겠느냐?' 하니 그가 자청하여 호장으로 부사 안설과 함께 효도로 인도하고 의리로 설복하니 1년이 못되어 크게 변했다고 한다. 이에 1302년(충렬왕 28년) 충렬왕은 그를 수성백(隋城伯)에 봉하고, 그 공이 최외와 같다 하여 그에게 최(崔)씨 성을 하사하였다고 한다. 최영규의 묘소는 경기도 화성군 매송면 어천리에 있다.
한편, 고려시대 서운부정(書雲副正)을 지낸 최거경(崔居經)을 시조로 하는 또 다른 계통도 있다.

## 과거 급제자
수성 최씨는 조선시대 문과 급제자 4명을 배출하였다.
문과
최인휴(崔麟休) 최종호(崔宗鎬) 최치백(崔致白) 최한응(崔漢膺)
무과
최경호(崔景皓) 최규호(崔圭鎬) 최대흥(崔大興) 최만빈(崔萬彬) 최성갑(崔聖甲)
최승붕(崔昇鵬) 최운핵(崔雲翮) 최응득(崔應得) 최종두(崔宗斗) 최준항(崔峻恒)
최천동(崔千東) 최효석(崔孝錫) 최희석(崔憙錫)
생원시
최경남(崔景南) 최경호(崔景濩) 최광련(崔光鍊) 최구서(崔龜瑞) 최내수(崔乃秀)
최도문(崔道文) 최도형(崔道亨) 최재성(崔在聲) 최진보(崔鎭普) 최진석(崔晉錫)
최치백(崔致白) 최홍석(崔鴻錫)
진사시
최광언(崔光彦) 최성두(崔星斗) 최수복(崔受復) 최순횡(崔淳鑅) 최윤수(崔胤秀)
최일창(崔日昌) 최한광(崔漢光)
음양과
최광겸(崔光謙) 최광국(崔光國) 최광근(崔光謹) 최광빈(崔光賓) 최덕진(崔德鎭)
최영식(崔永植) 최윤적(崔允迪)

## 집성촌
주요 세거지는 경기도 수원·가평·평택·화성, 강원도 춘천시, 전라남도 영광군·무안군·완도군·장성군·나주시, 충청남도 공주시 일대이다.

## 대표 인물
- 최유림(崔有臨, 1426년 ~ 1471년) : 조선의 정치인(정치가)으로 1450년(세종 32) 무과에 급제하고 이시애의 난을 평정하여 적개공신(敵愾功臣) 3등에 녹훈되고 수성군(隋城君)에 봉해졌다. 시호는 안양(安襄)이다.
- 최희량(崔希亮, 1560년 ∼ 1651년) : 조선의 정치인(정치가)으로 자는 경명(景明), 호는 일옹(逸翁)이다. 할아버지는 영릉참봉(英陵參奉) 최영(崔瀛)이고, 아버지는 승지(承旨) 최낙궁(崔樂窮, 1506~1579)이다. 병조판서(贈兵曹判書)에 추증되었다.
- 최영희(崔榮喜, 1921년 ~ 2006년) : 일제강점기와 대한민국의 정치인(정치가)으로 제16대 국방부 장관이다. 은성을지무공훈장, 에티오피아 일등성장 명예훈장을 서훈하였다.
- 최종건(崔鍾建, 1926년 ~ 1973년) : 일제강점기의 상인으로 대성상회 대표이다. 1953년 7월 휴전 직후, 공동 관리자 부재로 선경직물 주식회사를 적산불하로 인수, 해방 후 8년이 지났으나 일제강점기 당시 설립된 기업, 시설은 모두 북한 관련 시설들과 함께 모두 대한민국 정부에서 적산으로 취급되었다. SK그룹 뿌리인 대성상회 설립자다. 말년에 고학(일과 학업을 병행)으로 1971년 학자가 되었다.
- 최종현(崔鍾賢, 1929년 ~ 1988년) : 대한민국의 기업인으로 제2대 선경그룹 회장이다. 최태원, 최창원 등의 아버지다.
- 최상엽(崔相曄, 1937년 ~ 2025년) : 대한민국의 정치인(정치가)으로 제45대 법무부 장관이다. 제13대 법제처장을 역임하였다.
- 최태원(崔泰源, 1960년 ~ ?) : 대한민국의 기업인으로 제3대 SK그룹 회장이다. 프랑스 레지옹 도뇌르 훈장을 서훈하였다.
- 최원철(崔源哲, 1964년 ~ ?) : 대한민국의 정치인(정치가)으로 충청남도 공주시장이다.
- 최창원(崔昌源, 1964년 ~ ?) : 최종건의 아들이며 서울대학교 임시 이사장으로 선출되었다.

## 항렬자
| 20세    | 21세   | 22세    | 23세   | 24세    | 25세   | 26세    | 27세   | 28세    | 29세   | 30세    | 31세   | 32세    | 33세   | 34세    | 35세   | 36세    | 37세   | 38세    | 39세   | 40세    | 41세   | 42세    | 43세   |
| ------- | ------ | ------- | ------ | ------- | ------ | ------- | ------ | ------- | ------ | ------- | ------ | ------- | ------ | ------- | ------ | ------- | ------ | ------- | ------ | ------- | ------ | ------- | ------ |
| ○순(淳) | 병(柄) | ○혁(爀) | 중(重) | ○용(鎔) | 원(源) | ○근(根) | 현(顯) | ○구(球) | 찬(贊) | ○수(洙) | 인(寅) | ○열(烈) | 정(廷) | ○구(九) | 준(濬) | ○빈(彬) | 연(然) | ○채(埰) | 선(善) | ○우(雨) | 동(東) | ○성(性) | 돈(墩) |

## 인구
- 1985년 10,619가구 44,004명
- 2000년 15,964가구 51,780명
- 2015년 61,231명[2]

## 같이 보기
- 수원 최씨